# Выйлово
Вы́йлово (бел. Выйлаў, Вылаў) — деревня в составе Ланьковского сельсовета Белыничского района Могилёвской области Республики Беларусь.

## История
Упоминается в 1728 году как деревня Войлов в составе имения Тетерино в Оршанском повете ВКЛ.

## Население
- 2010 год — 42 человека